# Temple réformé de Horgen
Le temple réformée de Horgen, en allemand « Reformierte Kirche Horgen », est un édifice religieux situé à Horgen, ville suisse sur la rive sud du lac de Zurich. Le bâtiment actuel est construit en 1782 en style rococo par l'architecte Johann Jakob Haltiner. La paroisse est membre de l'Église évangélique réformée du canton de Zurich, membre de l'Église évangélique réformée de Suisse.

## Histoire
Une première église paroissiale est mentionnée dans un document vers 1210. Dans les années 1676, l'église, devenue trop petite, cède la place à un nouveau bâtiment de style baroque. L'église actuelle est conçue par l'architecte Johann Jakob Haltiner avec du stuc d'Andreas Moosbrugger. Elle est inaugurée le 27 octobre 1782.
En 1865, l'église reçoit les premiers vitraux et en 1874 les deux fresques des deux côtés de la chaire. Le premier orgue de 1884 est remplacé par l'actuel en 1961. En 1905, des fenêtres en verre coloré sont installées. Avant la rénovation  de 1976, des enquêtes approfondies sur l'histoire du bâtiment sont menées pour tenter de se rapprocher de l'état d'origine de 1782.

## Architecture

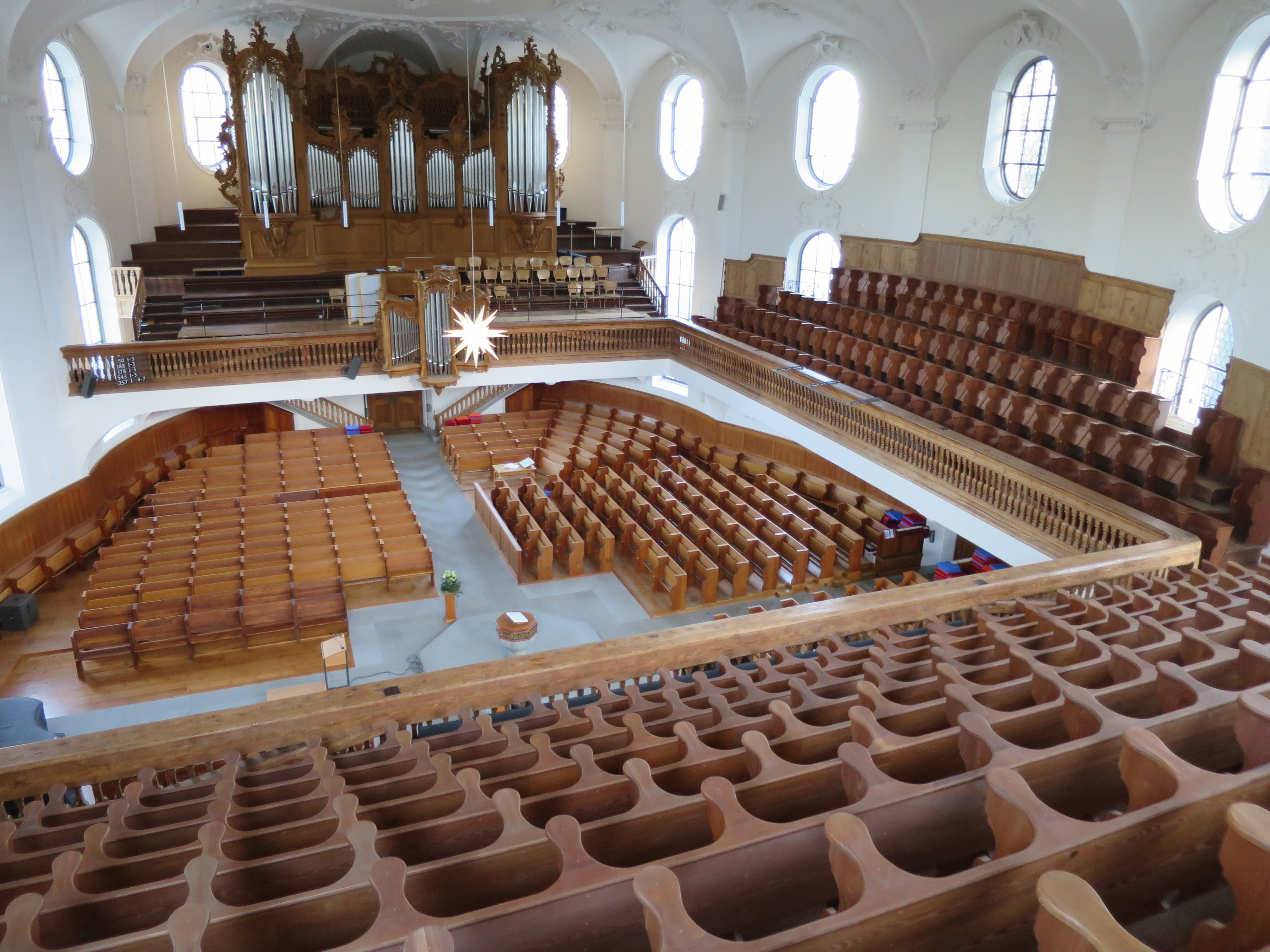
Intérieur ellipsoïdal

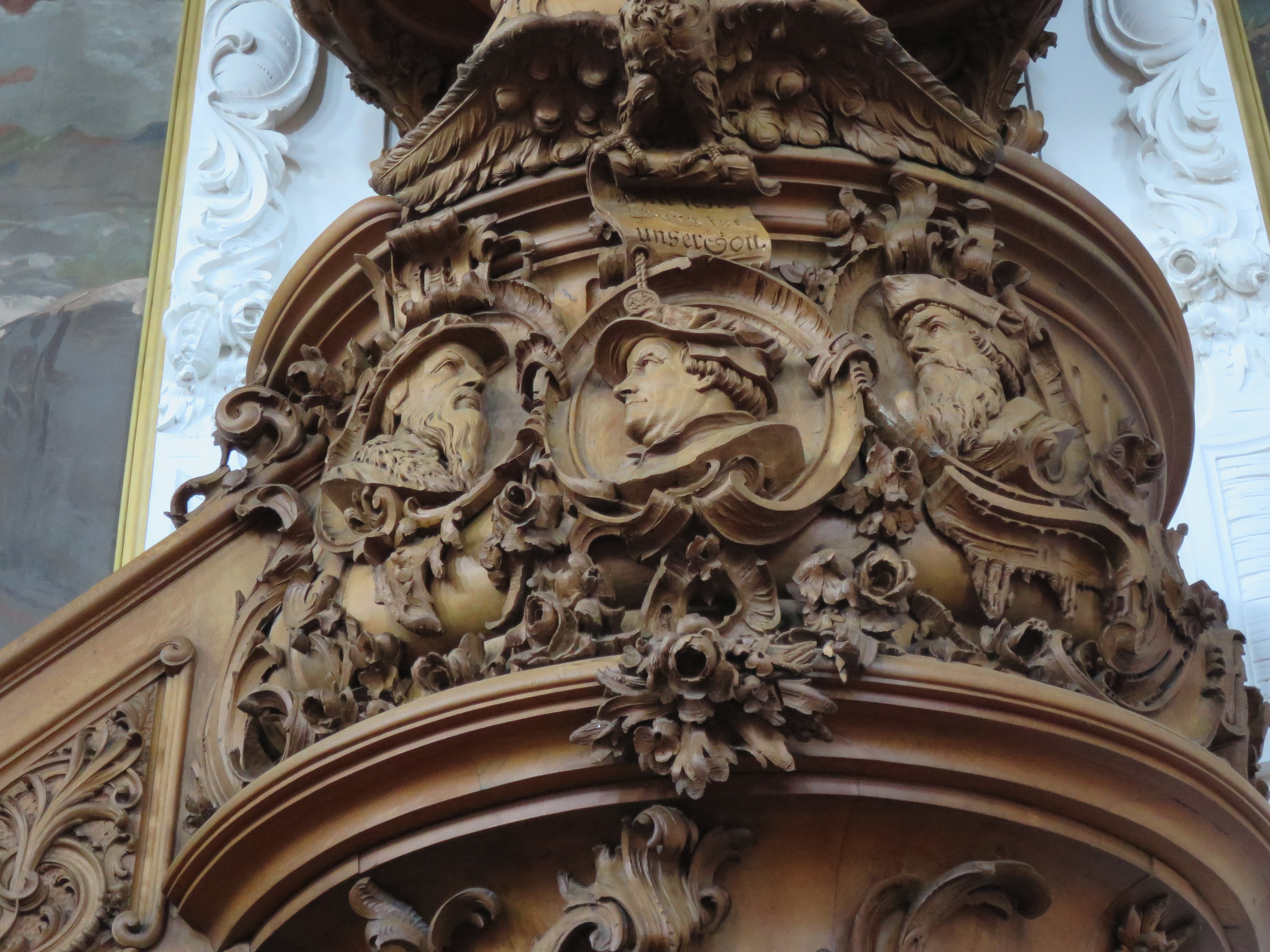
Chaire avec portraits des réformateurs suisses Jean Calvin, Ulrich Zwingli et Œcolampade

L'église sur un plan ellipsoïdal était une solution audacieuse du célèbre architecte d'église Johann Jakob Haltiner d'Altstätten dans la vallée du Rhin. Haltiner, dans la tradition du maître d'œuvre Grubenmann, a conçu le plan sur la base du cercle de 17 m de diamètre.
Le stuc est créé par l'artiste du Vorarlberg Andreas Moosbrugger. Il modèle espace et décoration intérieure en une seule unité d'une grande délicatesse,.
Les fresques à gauche et à droite de la chaire, peintes par Antonio Barzaghi-Cattaneo, sont inaugurées le 11 octobre 1864. Supervisé par le pasteur Conrad Wilhelm Kambli (1829–1914), c'est la première fresque murale à être installée dans un temple suisse depuis la Réforme. Les Églises réformées sont normalement marquées par une tradition d'iconoclasme,.
La chaire richement sculptée dans le style rococo est conçue en 1890 comme un véritable monument de la Réforme. Le lutrin représente un aigle portant un rouleau sur lequel est écrit : « Ein feste Burg ist unser Gott », en français « C'est un rempart que notre Dieu ». Cette phrase est le titre du plus célèbre cantique composé par Martin Luther en 1529. C'est « L'hymne de bataille de la Réforme protestante ». Sur la chaire, des portraits sculptés des réformateurs Huldrych Zwingli (au centre), Jean Calvin (à gauche) et Œcolampade (à droite). Les fonts baptismaux sont au centre du temple,.

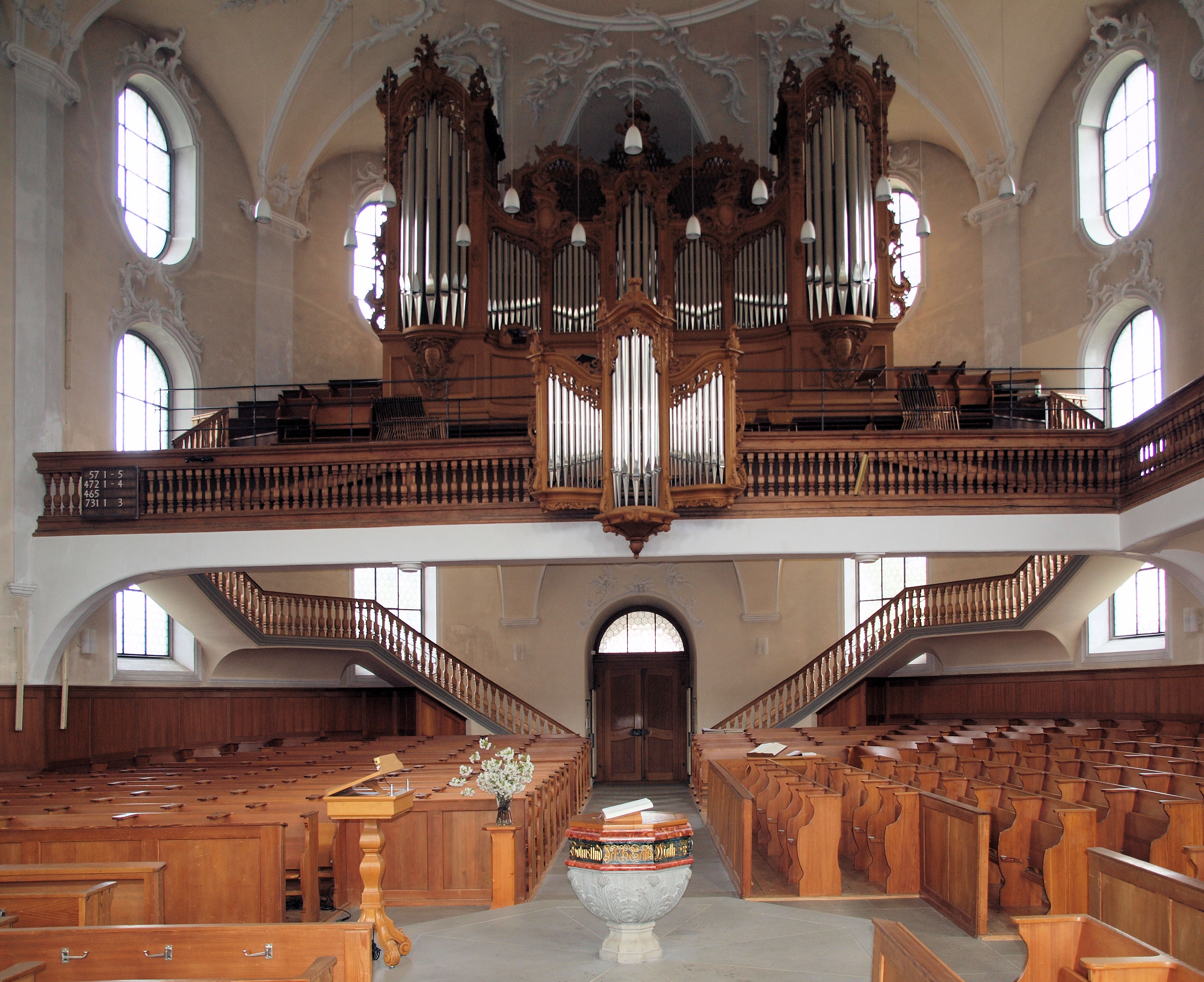
Galerie en porte-à-faux avec orgue

L'ancien orgue romantique est remplacé par un nouveau en 1961 par la société Friedrich Goll. L'instrument avec 62 registres et 4798 tuyaux un des plus grands de la région. Leur gamme de fréquences s'étend de 16 jusqu'à 8300 Hz. 